# Heinrich Bauer
Heinrich Bauer, né le 17 septembre 1935 à Falkenau et mort le 14 février 1993 dans les Abruzzes, est un archéologue allemand.
Ses travaux les plus notables concernent des monuments de la Rome antique : basilique Æmilia, forum d'Auguste, Cloaca Maxima.

## Biographie
Heinrich Bauer naît à Falkenau (actuel arrondissement allemand de Saxe centrale) le 17 septembre 1935.
Après des études de droit, il s'oriente vers l'archéologie classique et obtient en 1967, à l'université de Marbourg, son diplôme de doctorat après la soutenance d'une thèse consacrée à l'étude des chapiteaux corinthiens des IVe et IIIe siècles av. J.-C.. Sa méthode de reconstitution des monuments supposés disparus, grâce à l'étude, le recensement et le dessin des plus petits vestiges s'avère fructueuse. C'est ainsi qu'il arrive à proposer une restitution du monument de Lysicrate à Athènes.
Il vit à Rome, où se déroulent la plupart des travaux qu'il mène seul, sans aide extérieure, étudiant soigneusement la topographie des lieux et les plans à sa disposition. Il reconstitue ainsi la façade de la basilique Æmilia donnant vers le forum ainsi que ses aménagements, à partir des éléments structurels conservés, et reconstruit l'une des exèdres donnant accès au forum d'Auguste. Il réalise une étude complète des égouts de Rome, dont la Cloaca Maxima.
Heinrich Bauer meurt accidentellement lors d'une randonnée en montagne dans les Abruzzes le 14 février 1993 ; il est inhumé dans le cimetière anglais de Rome.

## Publications
- (de) Korinthische Kapitelle des 4. und 3. Jahrhunderts v. Chr. : Athener Mitteilungen, volume 3, Berlin, Mann, 1973, 156 p..
- (de) « Das Kapitell des Apollon Palatinus-Tempels », Römische Mitteilungen, vol. 76,‎ 1969, p. 183–204.
- (it) « Nuove ricerche sul Foro di Augusto », Collection de l'École française de Rome, vol. 98,‎ 1972, p. 763-770.
- (it) « Il Foro Transitorio e il Tiempo di Giano », RendPontAcc, vol. 49,‎ 1976, p. 117-148.
- (de) « Lysikratesdenkmal, Baubestand und Rekonstruktion », Athener Mitteilungen, vol. 92,‎ 1977, p. 197–227.
- (de) « Porticus absidata », Römische Mitteilungen, vol. 90,‎ 1983, p. 111-184.
- (de) « Die Cloaca Maxima », Mitteilungen. Leichtweiß-Institut für Wasserbau der Technischen Universität Braunschweig, vol. 103,‎ 1989, p. 43–54.
- (de) « Basilica Aemilia », dans Mathias René Hofter (dir.), Kaiser Augustus und die verlorene Republik, Berlin, on Zabern, 1988, 638 p. (ISBN 978-3-8053-1048-2), p. 200–212.